# Compagnie Fraissinet
La Compagnie marseillaise de navigation Fraissinet & Cie est une ancienne compagnie maritime française.

## Histoire

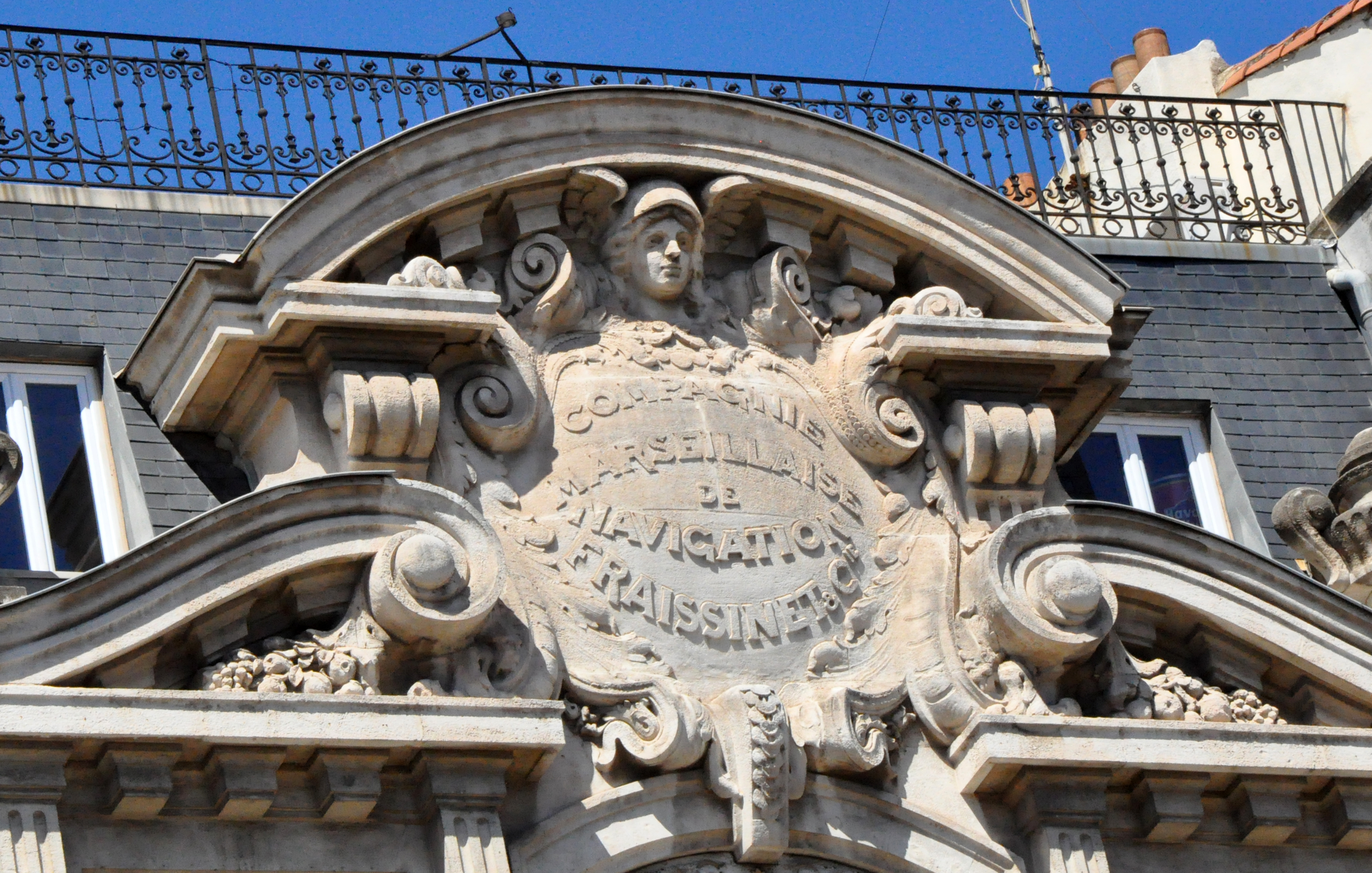
Fronton de la Compagnie marseillaise de navigation Fraissinet (Marseille).

La Compagnie de navigation Fraissinet a été fondée en janvier 1836 à Marseille par Marc Constantin Fraissinet, fils d'un marchand protestant du Languedoc. Le premier navire de Fraissinet est le Marseillais. En 1837, deux nouveaux navires sont construits, le Rhône et l' Hérault. En 1841, Fraissinet rachète l'entreprise et prolonge la ligne jusqu'à Nice. Initialement soutenu par le gouvernement français, le projet de Fraissinet d'une ligne vers New York et le golfe du Mexique a finalement échoué. En 1846, Fraissinet nomma son fils Adolphe comme directeur adjoint de la société ; les lignes ont été étendues à l'Espagne, à Gibraltar et au Portugal.
En 1964, la Compagnie Fraissinet fut rachetée par la Compagnie Maritime des Chargeurs Réunis, acquise en même temps qu'une autre société marseillaise, la Société générale des transports maritimes (SGTM).